# Буфалино, Рассел
Рассел Буфалино (англ. Russell Bufalino, имя при рождении — Розарио Альберто Буфалино (итал. Rosario Alberto Bufalino), также был известен как «Макги» (англ. McGee) и «Старик» (англ. The Old Man); 29 сентября 1903, Монтедоро, провинция Кальтаниссетта, Сицилия, Италия — 25 февраля 1994, Кингстон, округ Льюзерн, Пенсильвания, США) — американский мафиози сицилийского происхождения, с 1949 по 1994 год был боссом в преступной семье Буфалино на северо-востоке Пенсильвании. Хотя возглавляемая Буфалино семья была небольшой, он в то же время пользовался значительным влиянием в «Коза Ностра».

## Ранние годы
Буфалино родился 29 сентября 1903 года в Монтедоро (Сицилия). В 1906 году семья Буфалино иммигрировала в США. Въехав на новую родину через Нью-Йорк, они поселились в Буффало (штат Нью-Йорк). Рассел стал преступником в подростковом возрасте. Он сотрудничал со многими бандитами Буффало, некоторые из которых позднее стали лидерами местной преступной семьи и других семей «Коза Ностра» на восточном побережье Соединенных Штатов. Эти отношения оказались очень полезными для Буфалино в его криминальной карьере. Семейные и клановые связи были важны для сицилийско-американских преступников; благодаря им они создали сильную, скрытную систему поддержки, в которую не могли проникнуть посторонние и правоохранительные органы. Особенно близкие отношения у Рассела сложились с Джоном Монтаной, также уроженцем Монтедоро, пользовавшимся большим влиянием в семье Буффало.

## Криминальная карьера в Нью-Йорке
Будучи молодым человеком, Буфалино участвовал в традиционных делах преступного мира, таких как азартные игры, вымогательство, грабёж, воровство и взыскание долгов. К тому времени, когда Буфалино исполнилось 20 лет, на его счету уже были аресты за мелкое воровство, укрывательство похищенного, заговор с целью воспрепятствовать правосудию и торговлю наркотиками. Когда в 1919 году был введен «сухой закон», Буфалино быстро включился в новый прибыльный бизнес — бутлегерство.

## Криминальная карьера в Пенсильвании
В начале 1920-х годов Буфалино начал работать с Джозефом Барбарой, ещё одним молодым жителем Нью-Йорка. Оба были сицилийцами и имели общих друзей в преступном мире Буффало. Вскоре Буфалино переехал со своей новой женой в Эндикотт (штат Нью-Йорк), на территорию Барбары. Буфалино и Барбара установили тесные рабочие отношения на протяжении 1930-х годов. В 1940 году, когда Барбара стал боссом криминальной семьи на северо-востоке Пенсильвании, он назвал Буфалино своим заместителем (англ. underboss). Расселл переехал в Кингстон (штат Пенсильвания), откуда было удобнее контролировать операции семьи.
Преступная семья северо-востока Пенсильвании была довольно маленькой; на пике в ней было от 30 до 40 полноправных членов. Семья контролировала организованную преступность в северо-восточной части штата Пенсильвания, в первую очередь в округе Льюзерн, и в северной части штата Нью-Йорк. Семья также проводила операции в некоторых частях Нью-Джерси, Огайо и Южной Флориды. Это была одна из самых маленьких преступных семей на северо-востоке; однако, у неё были прочные связи с более крупной и влиятельной преступной семьей города Буффало и с одной из пяти семьей Нью-Йорка Бонанно. Эти связи дали Барбаре больше влияния в мафиозной комиссии, которая регулировала все мафиозные семьи. Будучи заместителем босса, Буфалино имел возможность встречаться с боссами «Коза Ностры».
По другим данным, Джозеф Барбара никогда не был главой мафии Северо-восточной Пенсильвании, являясь только капо. После того как в 1949 году скончался босс семьи Джон Шиандра, исполняющим обязаности главы группировки стал Рассел, а его консультантом был Санто Вольпе.

## Аппалачинская конференция
В 1957 году после убийства Альберта Анастазии «Коза Ностра» оказалась на грани междоусобной войны. Желая этого избежать, боссы мафии решили встретиться и урегулировать накопившиеся проблемы. Местом встречи стало поместье капо мафии северо-восточной Пенсильвании в Апалачин (Нью-Йорк) Джозефа Барбары. Непосредственно организацией конференции занимался Рассел Буфалино.
14 ноября 1957 года в Апалачин приехали 101 ведущий американский гангстер, представлявшие все 27 преступных семей США, а также представители мафии Канады и Сицилии. Среди участников были боссы нью-йоркских семей Вито Дженовезе, Карло Гамбино и Джозеф Бонанно (хотя в своей автобиографии «Человек чести» он утверждал, что его там не было), а также босс чикагской мафии Сэм Джанкана и босс семьи из Тампы (Флорида) Санто Траффиканте-младший.
Однако встреча закончилась катастрофой. Ещё в 1956 году местная полиция установила наблюдение за поместьем Барбары, который официально был торговцем безалкогольными напитками, а также был подозреваемым в трёх убийствах. Тот факт, что сын Барбары бронирует места в местной гостинице, а также заказывает мясо в больших количествах, вызвал подозрения у Эдгара Д. Кросвелла, сержанта Бюро уголовного расследования полиции штата. Его подозрения возросли после того как Кросвелл увидел множество дорогих машин, направляющихся к поместью Барбары. Вскоре федеральные агенты и полицейские штата окружили дом и блокировали подъезды к нему. Поднятые по тревоге, гангстеры начали разбегаться. В тот день было арестовано более 69 известных мафиози, в том числе Буфалино, в то же время более полусотни удалось сбежать. Однако, как и в случае большинства арестованных, все обвинения в конечном итоге были сняты. Большую роль в этом сыграл Рассел Буфалино. Именно он и его юристы первыми подали апелляцию в Апелляционный суд второго округа США, который удовлетворил её, тем самым оправдав его. Примеру Буфалино последовали и другие мафиозо, задержанные в Апалачине, также добившись оправдания. Таким образом, провал Апалачинской встречи ударил по престижу и влиянию Барбары, ослабив его позиции, в то время как успешная защита в Апелляционном суде второго округа США значительно повысило статус Буфалино среди мафиози на национальной сцене.

## Смена руководства семьи
Ослабление позиций Барбары, усиление влияния Буфалино и смерть Вольпе привели к тому, что Рассел Буфалино официально возглавил семью Скрантон-Питтстона. Вскоре Буфалино стал воплощением уважаемого, сдержанного, хитрого и рационального босса мафии, который знал, как передавать полномочия и скрывать свою истинную власть и влияние. Его очень уважали, как в мафии, так и вне её. На репутацию Буфалино положительно влияла и его привычка никогда не выставлять напоказ богатство и власть.
В 1958 году Буфалино и его давний друг и партнёр Анджело Бруно, босс филадельфийской мафии, помогли вернуться в США популярному в начале 1950-х годов эстрадному певцу Элу Мартино, которому пришлось уехать в Великобританию, после того как Альберт Анастазия, босс нью-йорской семьи Гамбино, потребовал у него $75 тысяч за беспрепятственное продолжение карьеры. Позже именно Буфалино помог Мартино получить роль певца Джонни Фонтейна в культовом фильме «Крёстный отец».
В октябре 1963 года рядовой член нью-йоркской семьи Дженовезе Джозеф Валачи, ранее приговорённый к смерти своим боссом, признался постоянному подкомитету Сената по расследованиям, который в то время возглавлял сенатор от штата Арканзас Джон Маклеллан, в том, что мафия действительно существует. Комитет Маклеллана с 1957 года проводил слушания о связях между организованной преступностью и профсоюзом водителей-дальнобойщиков. Именно Валачи оказался самой большой звездой подкомитета. Миллионы американцев наблюдали за слушаниями по телевидению, когда Валачи назвал главных боссов мафии в США, в том числе Буфалино. Позднее Комитет охарактеризовал Буфалино как «…одного из самых безжалостных и влиятельных лидеров мафии в Соединённых Штатах».
Утверждалось также, что Буфалино имел тесные контакты в ЦРУ и принимал участие в «Кубинском проекте» — операции «Коза ностра—ЦРУ», целью которой было убийства кубинского лидера Фиделя Кастро. Некоторые полагают, что Буфалино был замешан в предполагаемом заговоре «Коза Ностры» по убийству президента Джона Ф. Кеннеди. Однако нет достоверных доказательств того, что Буфалино пытался убить Кеннеди.

## Процветание семьи
В течение 1960-х и 1970-х годов Буфалино и его семья были задействованы в основных криминальных отраслях, таких как нелегальные азартные игры, выдача займов под высокий процент и профсоюзный рэкет. Большая часть первоначальной власти семьи исходила от контроля над профсоюзами угледобытчиков и грузоперевозчиков в Пенсильвании. Буфалино продолжал контролировать прибыльные интересы в отрасли и самые влиятельные профсоюзы. Также семья имела легальные инвестиции в недвижимость и различные предприятия. В 1974 году Буфалино начал расширять влияние своей семьи в северной части штата Нью-Йорк. Смерть босса семьи Буффало Стефано Магаддино оставила эту семью раздробленной, а её власть уменьшилась. Буфалино отправил членов семьи в северную часть штата, чтобы организовать игорную деятельность и проверить возможные инвестиции в строительную отрасль.
К 1970-м годам Буфалино стал старшим мафиози в «Коза Ностре». Утверждалось, что в начале 1970-х годов Буфалино был назначен Комиссией «временным начальником» или санкционированным надзирателем семьи Дженовезе в то время, когда она испытывала внутренние трудности.
Конгрессмен Дэн Флуд, избиравшийся в Палату представителей США с 1945 по 1980 год от северо-востока Пенсильвании, становился объектом расследований по меньшей мере восьми прокуроров, против него было подано 175 возможных дел. Флуд использовал своё влияние, чтобы направлять федеральные контракты нужным людям и корпорациям в обмен на денежные откаты.
«Треугольник Флуд-Медико-Буфалино» (англ. 'Flood-Medico-Bufalino Triangle') был одним из примеров. Medico Industries из Плейнс-Тауншип (штат Пенсильвания), получила с помощью Флуда контракт Министерства обороны США на сумму $3,9 млн на производство 600 000 боеголовок для использования во время войны во Вьетнаме. Буфалино, который часто посещал офисы Medico, был помощником генерального менеджера Уильяма «Билли» Медико и президента Филипа Медико, который был капореджиме в семье Буфалино. ФБР обнаружило, что Флуд часто летает самолётом Medico Industries. В конечном счёте Флуд был осуждён за взяточничество и покинул Конгресс в 1980 году.
В 1975 году при загадочных обстоятельствах пропал известный профсоюзный деятель Джимми Хоффа, претендовавший на пост президента Международного братства перевозчиков, влиятельного профсоюза водителей-дальнобойщиков, руководство которого было тесно связано с мафией. Одним из подозреваемых в исчезновении и предполагаемом убийстве Хоффы был Буффалино, но ФБР не удалось найти доказательств его вины. В 2004 году писатель Чарльз Брандт, автор документальных детективов, опубликовал книгу I Heard You Paint Houses (в переводе с англ. — «Я слышал, ты красишь дома»), основанную на рассказах Фрэнка «Ирландца» Ширана, который был соратником Хоффы по профсоюзной деятельности и одновременно штатным киллером мафии и другом Буфалино. В этой книге Ширан признаётся в убийстве Хоффы, совершённом им по приказу Буфалино. В той же книге Брандт, ссылаясь на вторую жену продюсера фильма «Крестный отец» Эла Рудди, пишет, что окончательный вариант сценария фильма одобрил лично Рассел Буфалино.

## Обвинение в вымогательстве
В 1977 году Буфалино было предъявлено обвинение в вымогательстве. Он угрожал человеку, который был должен 25 000 долларов скупщику краденных алмазов, связанному с семьей Буфалино. Должник, находившийся под надзором правоохранительных органов, решил дать показания против Буфалино и принять участие в Программе защиты свидетелей. Как только Буфалино было предъявлено обвинение, он предпринял шаги, чтобы уменьшить вероятность дальнейших уголовных обвинений. Он назначил консильери Эдди Шиандра исполняющим обязанности босса и отстранился от повседневных операций семьи. 8 августа 1978 года Буфалино был осуждён и приговорён к четырём годам лишения свободы за участие в попытке вымогательства. Что касается инцидента во время вынесения приговора, Буфалино заявил суду: «Если бы вам пришлось иметь дело с таким животным, судья, вы бы сделали то же самое, чёрт возьми». Оказавшись в тюрьме, Буфалино использовал своего давнего водителя и помощника Фрэнка «Ирландца» Ширана, чтобы вести свои личные дела и доставлять приказы действующим руководителям.

## Покушение на убийство
В течение 1980-х годов федеральные правоохранительные органы по всей стране продолжали свои расследования, направленные на верхний эшелон «Коза Ностры». За этим последовало множество обвинительных заключений и судебных процессов, в том числе несколько обвинений высокого уровня, таких как обвинения боссов нью-йоркских семей в знаменитом судебном процессе над Мафиозной комиссией 1986 года. Успешное судебное преследование главных боссов нью-йоркских мафии в середине 1980-х годов, похоже, несколько стимулировало и мотивировало правоохранительные органы по всей территории Соединённых Штатов, поскольку дальнейшие расследования и контроль со стороны СМИ были применены к главным членам мафии по всей территории Соединенных Штатов.
После освобождения из тюрьмы в начале 1980-х годов Буфалино также стал приоритетной целью для федеральных следователей. Вскоре ему было предъявлено обвинение в заговоре с целью убийства, о котором свидетельствовал этот человек перед большим жюри против него в 1977 году. Ещё до начала суда по обвинению в вымогательстве Буфалино обнаружил город, где скрывался свидетель обвинения и попросил исполняющего обязанности босса мафии Лос-Анджелеса Джимми Фратианно определить местонахождение свидетеля, который скрывался в Калифорнии. Затем Буфалино отправил команду, чтобы убить свидетеля. Позже Фратианно сказал Буфалино, что не может найти свидетеля. К сожалению для Буфалино, Джимми Фратианно оказался правительственным информатором. Теперь Фратианно был выдвинут для дачи показаний против Буфалино, которого в итоге приговорили к 10 годам тюрьмы.

## Упадок и смерть
Буфалино вновь оказался в тюрьме, и сила семьи, находящейся под федеральным расследованием, начала уменьшаться. Многие члены семьи с нетерпением ждали его выхода на пенсию. Самому Буфалино было уже за 80, и он был болен. В 1989 году новым главой семьи стал Билли Д’Элиа.
В конце десятилетия Буфалино был освобождён из тюрьмы. Несмотря на преклонный возраст, он продолжал оказывать значительное влияние на деятельность «Коза Ностры», и за ним постоянно следили федеральные власти. 25 февраля 1994 года Буфалино умер от естественных причин в Мемориальной больнице Несбитт в Кингстоне, штат Пенсильвания, в возрасте 90 лет. Он похоронен на кладбище Денисон в Форти-Форт (Пенсильвания).

## Личная жизнь
Жена — Кэрри из известной мафиозной семьи Шиандра. Детей у Рассела и Кэрри не было.

## Образ в кино
В фильме 2019 года «Ирландец» (реж. Мартин Скорсезе) роль Буфалино исполнил Джо Пеши. За эту роль актёр получил номинации на премии «Оскар», BAFTA, Американской Гильдии киноактёров и «Золотой глобус» в категории «Лучший актёр второго плана».